# Llanybydder
Llanybydder est une petite ville et une communauté du Carmarthenshire, au pays de Galles.

## Toponymie
Llanybydder signifie « l'église (llan) des sourds (y byddair) » en gallois. Ce toponyme est attesté sous la forme Lannabedeir en 1319.

## Démographie
Au recensement de 2011, elle comptait 1 638 habitants.